# Savoy Palace (rascacielos)
El Savoy Palace es un rascacielos residencial ubicado en Taichung, Taiwán . La construcción del edificio comenzó en 2013 y se completó en 2017. La altura del edificio es 157 m (515 ft), y tiene 39 pisos, así como seis niveles de sótano. A fecha de enero de 2021, es el 18 ° edificio más alto de Taichung y el 47 ° más alto de Taiwán.

## Diseño
El diseño exterior del edificio es de estilo neoclásico, con columnas circulares y escalones de piedra que se elevan hasta el pórtico de la planta baja, que exhibe un antiguo escudo europeo entrecruzado. Su interior está ambientado con objetos y decoraciones occidentales de siglos pasados. El patio trasero cuenta con un muro verde y con una piscina al aire libre. Cuenta con gimnasios, salas de yoga, un teatro y salones de banquetes. Su último piso alberga un restaurante. El sótano alberga una sala de exposiciones que exhibe un automóvil Rolls Royce de 1933.